# Pamela Martin
Pamela Martin – amerykańska montażystka filmowa. 
Pracę w branży rozpoczęła w 1991 roku. Często współpracuje z duetem reżyserskim Jonathan Dayton-Valerie Faris i specjalizuje się w filmach o tematyce sportowej. Zmontowała takie filmy, jak m.in. Slumsy w Beverly Hills (1998), Wszyscy święci! (2004), Mała miss (2006), Grzeczny i grzeszny (2009), Hitchcock (2012) czy Wojna płci (2017).
Została dwukrotnie nominowana do Oscara za najlepszy montaż do filmów: Fighter (2010) oraz King Richard. Zwycięska rodzina (2021). Zasiadała w jury konkursu filmów fabularnych na Sundance Film Festival w 2007.